# Mammillaria weingartiana
Mammillaria weingartiana (укр. Мамілярія Вейнгарта, мамілярія вейнгартіана) — сукулентна рослина з роду мамілярія (Mammillaria) родини кактусових (Cactaceae).

## Історія
Вид вперше описаний німецьким ботаніком Фрідріхом Бедекером (нім. Friedrich Bödeker, 1867—1937) у 1932 році у виданні нім. «Monatsschrift der Deutschen Kakteen-Gesellschaft».

## Етимологія
Видова назва дана на честь Вільгельма Вейнгарта (нім. Wilhelm Weingart; 1856—1936) — фабриканта з Тюрингії, ботаніка і фахівця з кактусових, знавця цереусів і опунцій, видного німецького кактолога XIX — початку ХХ століть.

## Ареал і екологія
Mammillaria weingartiana є ендемічною рослиною Мексики. Ареал розташований у штаті Нуево-Леон, поблизу Асченсьон і Хуаніто. Рослини зростають на висоті від 2000 до 2300 метрів над рівнем моря на плоских, трав'янистих ділянках з численними мурашиними гніздами.

## Морфологічний опис
| Орган              | Опис |
| Рослини            | одиночні або формують групи. |
| Коріння            | |
| Стебло             | кулясте, внизу бульбове, в діаметрі 4-5 см. |
| Епідерміс          | темно-зелений, трохи глянсовий. |
| Маміли             | тонкі, конічні, без молочного соку. |
| Ареоли             | |
| Аксили             | голі. |
| Центральні колючки | спочатку 1, з гачком, пізніше 2-3, прямі, темно-червонувато-коричневого відтінку, до 12 мм завдовжки.                                          |
| Радіальні колючки  | 16-25, білі, завдовжки 6-8 мм. |
| Квіти              | блідо-зеленувато-жовті до кремово-жовтих з рожево-коричневими центральними прожилками на пелюстках і торочкуватими краями, до 10 мм завдовжки. |
| Бутони             | |
| Зовнішні пелюстки  | |
| Внутрішні пелюстки | |
| Тичинки            | |
| Маточка            | |
| Плоди              | маленькі, булавоподібні, червоні. |
| Насіння            | чорне. |

## Чисельність, охоронний статус та заходи по збереженню
Mammillaria weingartiana входить до Червоного списку Міжнародного союзу охорони природи видів, з найменшим ризиком (LC).
У Мексиці ця рослина занесена до Національного переліку видів, що перебувають під загрозою зникнення, де вона включена до категорії «під загрозою зникнення».
Цей вид наражається на значну загрозу від незаконного збору для міжнародної торгівлі.
Охороняється Конвенцією про міжнародну торгівлю видами дикої фауни і флори, що перебувають під загрозою зникнення (CITES).

## Використання
Цей вид збирають та вирощують як декоративний.